# Барбоскины
«Барбо́скины» — российский анимационный сериал о многодетной семье собак производства студии анимационного кино «Мельница».

## Сюжет
Каждый выпуск мультсериала имеет независимый от остальных выпусков сюжет, связанный с другими сюжетами единством персонажей и местом действия: город Пёсбург (аллюзия на город Санкт-Петербург), где есть квартира Барбоскиных в многоквартирном доме, другие помещения этого дома и придомовая территория с детской площадкой. В новых сериях главным местом действия является дача семьи Барбоскиных.
Сюжет мультсериала строится вокруг приключений Розы, Дружка, Гены, Лизы и Малыша Барбоскиных; затрагиваются темы взросления, взаимоотношений между родителями и детьми, нравственных и семейных ценностей, также осмысляются трудности в общении с ровесниками и взрослыми.

## Съёмочная группа
Авторы сценария: Елена Галдобина, Татьяна Горбушина, Кирилл Бабанов, Фёдор Дмитриев, Мария Монтвид-Домогацкая, Дмитрий Козьяков, Елена Павликова, Евгения Голубева, Татьяна Яковенко, Дарина Шмидт, Наталья Зуева, Ольга Образцова, Дмитрий Яковенко, Анастасия Кузнецова, Андрей Севбо, Анна Соснора, Евгений Скуковский, Александра Шоха, Вадим Смоляк, Константин Феоктистов, Владимир Скобелев, Олег Ким, Никита Коломейцев, Анастасия Дубинникова, Алина Пыжова, Лилия Костырева, Светлана Саченко, Марина Комаркевич, Надежда Чермошенцева, Максим Ардашев, Иордан Кефалиди, Анна Аверина, Мария Шошокина, Алексей Судаков, Вера Бекелева, Александр Рыжов, Александра Барышева, Александр Дружинин, Андрей Балашов, Екатерина Перминова, Алексей Кобылков.
Режиссёры: Екатерина Салабай, Александра Ковтун, Елена Галдобина, Алексей Пичужин, Татьяна Горбушина, Дарина Шмидт, Анна Миронова, Юлия Волкоморова, Екатерина Шрага, Галина Воропай, Вероника Толбина, Александр Мальгин, Людмила Клинова, Олег Ким, Алексей Судаков, Ольга Образцова, Фёдор Дмитриев, Антон Чистяков, Мария Шошокина, Геннадий Буто, Дмитрий Яковенко, Наталья Чистякова, Константин Феоктистов, Константин Бирюков, Алиса Афанасьева, Евгения Щербакова, Дмитрий Домнин, Александра Шоха, Людмила Стеблянко, Антон Рудин, Владислав Еськов, Евгения Барбакова-Нупрейчик.
Художники-постановщики: Людмила Стеблянко (1—100 серии), Алеся Барсукова (91—130 серии), Марина Макарова (с 131 серии), Алексей Коробкин (14 сезон), Эдвард Янковский (с 15 сезона).
Композиторы: Михаил Чертищев, Георгий Жеряков, Дарья Новольянцева, Михаил Тебеньков.
Аниматоры: Ольга Жебчук-Тарарина (1 и 2 сезоны), Вера Бекелева (1 и 2 сезоны), Галина Сорокина (2—4 сезоны), Юлия Петрова (2—5 сезоны), Екатерина Шрага (1 сезон), Екатерина Рябкова (3 и 4 сезоны), Александра Агринская (5—9 сезоны), Любовь Савченко (5—8 сезоны), Любовь Цимбалюк (5, 6 и 9 сезоны), Александра Яскина (9 сезон), Мария Паукова (с 9 сезона), Екатерина Колмакова (9 сезон), Антон Чистяков (9 сезон).
Звукорежиссёры: Владимир Голоунин, Кирилл Глезин, Мария Баринова, Сергей Тарасов, Юлия Гранкина, Туяра Тихонова, Екатерина Виноградова, Александр Кознов, Евгений Жебчук.
Продюсеры: Александр Боярский, Сергей Сельянов, Антон Златопольский.
Исполнительный продюсер: Ольга Лызо (с 14 сезона).
Редакторы сценариев: Дмитрий Яковенко, Елена Павликова.

## Персонажи
| Имя     | Описание | Озвучивание                                                                            |
| ------- | --- | -------------------------------------------------------------------------------------- |
| Роза    | Самая старшая из всех детей, представлена в мультфильме как классическая красотка — блондинка с голубыми глазами. Она любит красивые наряды, украшения и косметику. Любит сериалы про любовь. Часто читает модные журналы.                                             | Мария Цветкова-Овсянникова                                                             |
| Дружок  | Любит спорт, видеоигры и розыгрыши. Часто получает двойки. Мечтает стать знаменитым футболистом как Лев Яша. Любит кататься на скейтборде вместе с Тимохой. В 141 серии «Пятёрка по физкультуре» признаёт, что знания очень нужны и исправляет все свои плохие оценки. | Елена Шульман (†) (1—217 эпизоды), Юлия Зоркина (полнометражные фильмы, с 218 эпизода) |
| Гена    | Увлекается наукой, проводит опыты и помогает всем в учёбе. Мечтает о нобелевской премии. Отличник, по всем предметам пятёрки, но бывают затруднения с физической культурой.                                                                                            | Михаил Черняк                                                                          |
| Лиза    | Любит порядок и обожает сладости. Она часто ябедничает и проявляет вредный характер. Поклонница Жанны Киски. Лиза — творческая натура, хорошо рисует, умеет лепить из глины, сочиняет песни и мечтает стать певицей. Картавит.                                         | Екатерина Гороховская (1—238 эпизоды), Анна Слынько (с 239 эпизода)                    |
| Малыш   | Самый младший из детей. Интересуется занятиями братьев и сестёр. Вся семья относится к нему с добротой и заботой, поскольку он самый маленький. Любит рисовать. Любимая игрушка — плюшевый зайка, который раньше принадлежал Лизе.                                     | Ксения Бржезовская                                                                     |
| Папа    | Отец семейства. Постоянно работает в своем ноутбуке. У него есть свой кабинет. | Олег Куликович                                                                         |
| Мама    | Мать семейства, добрая и заботливая. Умеет играть на скрипке. Вкусно готовит. | Ирина Горячева (2—140 и 155 эпизод), Ксения Бржезовская (с 149 эпизода),               |
| Дедушка | Папа отца семейства, моряк и воздухоплаватель. | Вадим Бочанов, Михаил Черняк (эпизоды «Бал» и «Сила трения»)                           |
| Тимоха  | Друг Малыша, Дружка, Лизы и Гены а также бойфренд Розы. Также он является соседом Барбоскиных. Увлекается спортом и компьютерными играми. Любит кататься на скейтборде вместе с Дружком. Проявляет симпатию к Розе.                                                    | Максим Сергеев                                                                         |

## Актёры озвучивания
| Актёр                      | Роль |
| -------------------------- | --- |
| Мария Цветкова-Овсянникова | Роза / Жанна Киска |
| Екатерина Гороховская      | Лиза |
| Анна Слынько               | Лиза (с 239 серии) |
| Елена Шульман (†)          | Дружок (с 1 по 217 серию) / девушка из киностудии / совесть Дружка                                                            |
| Юлия Зоркина               | Дружок (с 218 серии) |
| Михаил Черняк              | читает название эпизода / Гена / Дедушка (серии "Сила трения" и "Бал") / диктор / Джастик Бобик                               |
| Ксения Бржезовская         | Малыш / Мама (с 141 серии) / Люси / подруга Розы / воронёнок                                                                  |
| Олег Куликович             | Папа / учитель магии / ведущий конкурса / пришельцы / Лайка / Брэд Питбуль / Вупсень / Пупсень / диктор / Мухтар / профессоры |
| Вадим Бочанов              | Дедушка |
| Максим Сергеев             | Тимоха / Диктор фильма «Мухтар и Люси» / Лучик                                                                                |
| Ирина Горячева             | Мама (с 1 по 140 серии) / Люси                                                                                                |
| Олег Белов                 | диктор |
| Константин Бронзит         | Лягушка (серия "Принц") |
| Юлия Рудина                | Карлуша / голос Лёньки Болонкина и его мамы (227 серия)                                                                       |

## Эпизоды
| Сезон | Серии | Серии | Даты показа      | Даты показа      |
| Сезон | Серии | Серии | Первая серия     | Последняя серия  |
| ----- | ----- | ----- | ---------------- | ---------------- |
| 1     | 15    | 15    | 3 октября 2011   | 7 ноября 2011    |
| 2     | 15    | 15    | 9 ноября 2011    | 14 декабря 2011  |
| 3     | 15    | 15    | 17 декабря 2011  | 21 января 2012   |
| 4     | 15    | 15    | 23 января 2012   | 27 февраля 2012  |
| 5     | 15    | 15    | 1 марта 2012     | 5 апреля 2012    |
| 6     | 15    | 15    | 7 апреля 2012    | 12 мая 2012      |
| 7     | 15    | 15    | 14 ноября 2012   | 18 февраля 2013  |
| 8     | 15    | 15    | 23 февраля 2013  | 31 октября 2013  |
| 9     | 15    | 15    | 26 ноября 2013   | 1 июня 2014      |
| 10    | 15    | 15    | 4 июня 2014      | 8 августа 2015   |
| 11    | 15    | 15    | 11 августа 2015  | 15 сентября 2015 |
| 12    | 15    | 15    | 17 сентября 2015 | 23 мая 2016      |
| 13    | 15    | 15    | 25 августа 2017  | 29 сентября 2017 |
| 14    | 18    | 18    | 2 марта 2018     | 11 апреля 2018   |
| 15    | 35    | 35    | 22 октября 2020  | 10 апреля 2023   |
| 16    | 20    | 20    | 26 августа 2023  | 4 января 2024    |
| 17    | 19    | 19    | 6 сентября 2024  | 10 января 2025   |

| Первый сезон | Первый сезон                | Первый сезон      | Первый сезон                  | Первый сезон    |
| №            | Название                    | Режиссёр серии    | Сценарист серии               | Дата премьеры   |
| ------------ | --------------------------- | ----------------- | ----------------------------- | --------------- |
| 1            | Пчёлка                      | Дарина Шмидт      | Дарина Шмидт                  | 3 октября 2011  |
| 2            | Опять двойка                | Елена Галдобина   | Елена Галдобина               | 5 октября 2011  |
| 3            | Межгалактическое сообщество | Фёдор Дмитриев    | Фёдор Дмитриев                | 8 октября 2011  |
| 4            | Матч                        | Анна Миронова     | Евгений Скуковский            | 10 октября 2011 |
| 5            | Тест на прочность           | Екатерина Салабай | Дмитрий Яковенко              | 13 октября 2011 |
| 6            | Перевоспитатели             | Татьяна Горбушина | Фёдор Дмитриев                | 15 октября 2011 |
| 7            | Первое место                | Елена Галдобина   | Елена Галдобина               | 18 октября 2011 |
| 8            | Игры разума                 | Фёдор Дмитриев    | Фёдор Дмитриев                | 20 октября 2011 |
| 9            | Развитие таланта            | Екатерина Салабай | Елена Галдобина               | 23 октября 2011 |
| 10           | Спокойной ночи              | Екатерина Шрага   | Вера Бекелева                 | 25 октября 2011 |
| 11           | Нобелевская премия          | Анна Миронова     | Фёдор Дмитриев                | 28 октября 2011 |
| 12           | Миротворец                  | Татьяна Горбушина | Алина Пыжова                  | 30 октября 2011 |
| 13           | Незаменимый Дружок          | Алексей Пичужин   | Вадим Смоляк Дмитрий Яковенко | 2 ноября 2011   |
| 14           | Гончий Пёс                  | Галина Воропай    | Елена Галдобина               | 4 ноября 2011   |
| 15           | Кто красивее?               | Галина Воропай    | Елена Галдобина               | 7 ноября 2011   |

| Второй сезон | Второй сезон           | Второй сезон      | Второй сезон     | Второй сезон    |
| №            | Название               | Режиссёр серии    | Сценарист серии  | Дата премьеры   |
| ------------ | ---------------------- | ----------------- | ---------------- | --------------- |
| 16           | Во всём виноват зайка  | Екатерина Салабай | Елена Галдобина  | 9 ноября 2011   |
| 17           | Шнурок                 | Галина Воропай    | Дмитрий Яковенко | 12 ноября 2011  |
| 18           | Право голоса           | Анна Миронова     | Дмитрий Яковенко | 14 ноября 2011  |
| 19           | Держи себя в руках     | Вероника Толбина  | Дарина Шмидт     | 17 ноября 2011  |
| 20           | Лучший подарок         | Алексей Пичужин   | Фёдор Дмитриев   | 19 ноября 2011  |
| 21           | Ку-ка-ре-ку            | Екатерина Салабай | Дарина Шмидт     | 22 ноября 2011  |
| 22           | Побочный эффект        | Вероника Толбина  | Вадим Смоляк     | 24 ноября 2011  |
| 23           | Самый лучший           | Татьяна Горбушина | Елена Галдобина  | 27 ноября 2011  |
| 24           | Конфетка правды        | Галина Воропай    | Фёдор Дмитриев   | 29 ноября 2011  |
| 25           | Пульт                  | Анна Миронова     | Дарина Шмидт     | 2 декабря 2011  |
| 26           | Колыбельная для Дружка | Алексей Пичужин   | Елена Галдобина  | 4 декабря 2011  |
| 27           | Рыжая                  | Екатерина Салабай | Дмитрий Яковенко | 7 декабря 2011  |
| 28           | Совсем как Жанна Киска | Екатерина Салабай | Фёдор Дмитриев   | 9 декабря 2011  |
| 29           | Ночь независимости     | Дарина Шмидт      | Дарина Шмидт     | 12 декабря 2011 |
| 30           | Шкатулка с секретом    | Анна Миронова     | Фёдор Дмитриев   | 14 декабря 2011 |

| Третий сезон | Третий сезон       | Третий сезон      | Третий сезон                  | Третий сезон    |
| №            | Название           | Режиссёр серии    | Сценарист серии               | Дата премьеры   |
| ------------ | ------------------ | ----------------- | ----------------------------- | --------------- |
| 31           | Всё за карточку    | Галина Воропай    | Дарина Шмидт                  | 17 декабря 2011 |
| 32           | Триумф силы воли   | Татьяна Горбушина | Елена Галдобина               | 19 декабря 2011 |
| 33           | Заместитель джинна | Вероника Толбина  | Елена Галдобина               | 22 декабря 2011 |
| 34           | Вечные ценности    | Анна Миронова     | Фёдор Дмитриев                | 24 декабря 2011 |
| 35           | Квартирный вопрос  | Вероника Толбина  | Дарина Шмидт                  | 27 декабря 2011 |
| 36           | Сладкий закон      | Екатерина Салабай | Дарина Шмидт Дмитрий Яковенко | 29 декабря 2011 |
| 37           | Шито — крыто       | Алексей Пичужин   | Елена Галдобина               | 1 января 2012   |
| 38           | Суперпапа          | Анна Миронова     | Фёдор Дмитриев                | 3 января 2012   |
| 39           | Атака клонов       | Ольга Образцова   | Олег Ким                      | 6 января 2012   |
| 40           | Театр              | Галина Воропай    | Фёдор Дмитриев                | 8 января 2012   |
| 41           | Фото на память     | Екатерина Салабай | Елена Галдобина               | 11 января 2012  |
| 42           | Звезда             | Анна Миронова     | Елена Галдобина               | 13 января 2012  |
| 43           | Настоящий парень   | Алексей Пичужин   | Елена Галдобина               | 16 января 2012  |
| 44           | Улыбка фортуны     | Анна Миронова     | Елена Галдобина               | 18 января 2012  |
| 45           | По-взрослому       | Екатерина Салабай | Лилия Костырева               | 21 января 2012  |

| Четвёртый сезон | Четвёртый сезон        | Четвёртый сезон   | Четвёртый сезон                           | Четвёртый сезон |
| №               | Название               | Режиссёр серии    | Сценарист серии                           | Дата премьеры   |
| --------------- | ---------------------- | ----------------- | ----------------------------------------- | --------------- |
| 46              | Принц                  | Екатерина Салабай | Надежда Чермошенцева                      | 23 января 2012  |
| 47              | Пропеллер              | Татьяна Горбушина | Фёдор Дмитриев                            | 26 января 2012  |
| 48              | Сама невинность        | Ольга Образцова   | Олег Ким                                  | 28 января 2012  |
| 49              | Опыт общения           | Вероника Толбина  | Мария Монтвид-Домогацкая Евгения Голубева | 31 января 2012  |
| 50              | Безотказный            | Алексей Пичужин   | Олег Ким                                  | 2 февраля 2012  |
| 51              | Розыгрыш               | Александра Ковтун | Дмитрий Яковенко                          | 5 февраля 2012  |
| 52              | Ни капельки не страшно | Анна Миронова     | Елена Галдобина                           | 7 февраля 2012  |
| 53              | Мнение окружающих      | Ольга Образцова   | Елена Галдобина                           | 10 февраля 2012 |
| 54              | Срочный ремонт         | Александра Ковтун | Мария Монтвид-Домогацкая Евгения Голубева | 12 февраля 2012 |
| 55              | Вознаграждение         | Екатерина Салабай | Кирилл Бабанов Дмитрий Козьяков           | 15 февраля 2012 |
| 56              | Двойной Дружок         | Анна Миронова     | Фёдор Дмитриев                            | 17 февраля 2012 |
| 57              | Военная тайна          | Алексей Пичужин   | Фёдор Дмитриев                            | 20 февраля 2012 |
| 58              | Зелёный гоблин         | Ольга Образцова   | Дарина Шмидт                              | 22 февраля 2012 |
| 59              | Сальмаганди            | Олег Ким          | Елена Галдобина                           | 25 февраля 2012 |
| 60              | Как стать Львом Яшей   | Вероника Толбина  | Вадим Смоляк                              | 27 февраля 2012 |

| Пятый сезон | Пятый сезон                 | Пятый сезон       |                                           |               |
| №           | Название                    | Режиссёр серии    | Сценарист серии                           | Дата премьеры |
| ----------- | --------------------------- | ----------------- | ----------------------------------------- | ------------- |
| 61          | Контакт                     | Галина Воропай    | Мария Монтвид-Домогацкая                  | 1 марта 2012  |
| 62          | Ремонт                      | Вероника Толбина  | Вадим Смоляк                              | 3 марта 2012  |
| 63          | Чёрная суббота              | Вероника Толбина  | Вадим Смоляк                              | 6 марта 2012  |
| 64          | Тайное общество волшебников | Алексей Пичужин   | Фёдор Дмитриев                            | 8 марта 2012  |
| 65          | Потомки скажут спасибо      | Александра Ковтун | Татьяна Яковенко                          | 11 марта 2012 |
| 66          | Игровая приставка           | Екатерина Салабай | Елена Галдобина                           | 13 марта 2012 |
| 67          | На благо науки              | Олег Ким          | Олег Ким                                  | 16 марта 2012 |
| 68          | Дача                        | Татьяна Горбушина | Мария Монтвид-Домогацкая Евгения Голубева | 18 марта 2012 |
| 69          | Ученик чародея              | Ольга Образцова   | Фёдор Дмитриев                            | 21 марта 2012 |
| 70          | По закону                   | Галина Воропай    | Фёдор Дмитриев                            | 23 марта 2012 |
| 71          | Чемпион                     | Анна Миронова     | Алина Пыжова                              | 26 марта 2012 |
| 72          | Крокодильи слёзы            | Ольга Образцова   | Фёдор Дмитриев                            | 28 марта 2012 |
| 73          | Второй шанс                 | Алексей Пичужин   | Наталья Зуева                             | 31 марта 2012 |
| 74          | Поединок                    | Анна Миронова     | Фёдор Дмитриев                            | 2 апреля 2012 |
| 75          | Верное средство             | Ольга Образцова   | Мария Монтвид-Домогацкая Евгения Голубева | 5 апреля 2012 |

| Шестой сезон | Шестой сезон               | Шестой сезон      | Шестой сезон                              | Шестой сезон   |
| №            | Название                   | Режиссёр серии    | Сценарист серии                           | Дата премьеры  |
| ------------ | -------------------------- | ----------------- | ----------------------------------------- | -------------- |
| 76           | Рекорд пекинеса            | Людмила Клинова   | Елена Галдобина                           | 7 апреля 2012  |
| 77           | Игромания                  | Александра Ковтун | Фёдор Дмитриев                            | 10 апреля 2012 |
| 78           | Дедушка хочет на море      | Екатерина Салабай | Анастасия Кузнецова                       | 12 апреля 2012 |
| 79           | Туфли                      | Вероника Толбина  | Мария Монтвид-Домогацкая Евгения Голубева | 15 апреля 2012 |
| 80           | Фейерверк                  | Галина Воропай    | Фёдор Дмитриев                            | 17 апреля 2012 |
| 81           | Большой                    | Екатерина Салабай | Елена Галдобина                           | 20 апреля 2012 |
| 82           | Скрепколёт                 | Ольга Образцова   | Олег Ким                                  | 22 апреля 2012 |
| 83           | Практическая магия         | Галина Воропай    | Елена Галдобина                           | 25 апреля 2012 |
| 84           | Прогулка                   | Юлия Волкоморова  | Елена Галдобина                           | 27 апреля 2012 |
| 85           | Важное событие             | Анна Миронова     | Олег Ким                                  | 30 апреля 2012 |
| 86           | Домовой                    | Алексей Пичужин   | Мария Монтвид-Домогацкая Евгения Голубева | 2 мая 2012     |
| 87           | Укрощение строптивой       | Александра Ковтун | Наталья Зуева                             | 5 мая 2012     |
| 88           | Ночной сеанс               | Татьяна Горбушина | Алина Пыжова                              | 7 мая 2012     |
| 89           | Дворовая история           | Юлия Волкоморова  | Фёдор Дмитриев                            | 10 мая 2012    |
| 90           | Герой в блестящих доспехах | Татьяна Горбушина | Никита Коломейцев                         | 12 мая 2012    |

| Седьмой сезон | Седьмой сезон                      | Седьмой сезон     | Седьмой сезон         | Седьмой сезон   |
| №             | Название                           | Режиссёр серии    | Сценарист серии       | Дата премьеры   |
| ------------- | ---------------------------------- | ----------------- | --------------------- | --------------- |
| 91            | Одиночка                           | Олег Ким          | Олег Ким              | 14 ноября 2012  |
| 92            | Пицца                              | Юлия Волкоморова  | Олег Ким              | 16 ноября 2012  |
| 93            | Шпинат, шоколад и условный рефлекс | Вероника Толбина  | Олег Ким              | 23 ноября 2012  |
| 94            | Физическая подготовка              | Александра Ковтун | Алина Пыжова          | 6 декабря 2012  |
| 95            | Морской бой                        | Анна Миронова     | Анастасия Кузнецова   | 15 декабря 2012 |
| 96            | Тайный поклонник                   | Алексей Пичужин   | Константин Феоктистов | 22 декабря 2012 |
| 97            | Дуэт сестёр Барбоскиных            | Юлия Волкоморова  | Фёдор Дмитриев        | 9 января 2013   |
| 98            | Раз шпаргалка, два шпаргалка…      | Екатерина Салабай | Наталья Зуева         | 14 января 2013  |
| 99            | Неоценимая услуга                  | Юлия Волкоморова  | Олег Ким              | 20 января 2013  |
| 100           | Клад                               | Галина Воропай    | Елена Галдобина       | 23 января 2013  |
| 101           | Любимый брат                       | Дмитрий Яковенко  | Дмитрий Яковенко      | 28 января 2013  |
| 102           | Бал                                | Юлия Волкоморова  | Татьяна Горбушина     | 3 февраля 2013  |
| 103           | В эфире — новости!                 | Людмила Клинова   | Фёдор Дмитриев        | 8 февраля 2013  |
| 104           | Конкурс приколов                   | Ольга Образцова   | Елена Галдобина       | 14 февраля 2013 |
| 105           | Фальшивый вирус                    | Вероника Толбина  | Олег Ким              | 18 февраля 2013 |

| Восьмой сезон | Восьмой сезон         | Восьмой сезон     | Восьмой сезон     | Восьмой сезон   |
| №             | Название              | Режиссёр серии    | Сценарист серии   | Дата премьеры   |
| ------------- | --------------------- | ----------------- | ----------------- | --------------- |
| 106           | Пчёлоптицепёс         | Ольга Образцова   | Ольга Образцова   | 23 февраля 2013 |
| 107           | Глобальное потепление | Фёдор Дмитриев    | Фёдор Дмитриев    | 7 марта 2013    |
| 108           | Космический шлем      | Татьяна Горбушина | Фёдор Дмитриев    | 13 марта 2013   |
| 109           | Бум-бум, шака-така!   | Алексей Пичужин   | Елена Галдобина   | 18 марта 2013   |
| 110           | Симулянт              | Татьяна Горбушина | Татьяна Горбушина | 23 марта 2013   |
| 111           | Элементарная физика   | Людмила Клинова   | Елена Галдобина   | 27 марта 2013   |
| 112           | Необычная ночь        | Екатерина Салабай | Андрей Севбо      | 4 апреля 2013   |
| 113           | Спорное искусство     | Александра Ковтун | Вадим Смоляк      | 11 апреля 2013  |
| 114           | Творческий поиск      | Галина Воропай    | Елена Галдобина   | 28 июня 2013    |
| 115           | Небольшая хитрость    | Анна Миронова     | Алина Пыжова      | 12 июля 2013    |
| 116           | Кулинарный шпионаж    | Татьяна Горбушина | —                 | 19 июля 2013    |
| 117           | Самый лучший дед      | Ольга Образцова   | Елена Галдобина   | 2 августа 2013  |
| 118           | Саблезубая мышь       | Ольга Образцова   | Вадим Смоляк      | 9 августа 2013  |
| 119           | Острый сюжет          | Анна Миронова     | Елена Галдобина   | 14 августа 2013 |
| 120           | Фигурист              | Ольга Образцова   | Фёдор Дмитриев    | 31 октября 2013 |

| Девятый сезон | Девятый сезон                | Девятый сезон     | Девятый сезон    | Девятый сезон   |
| №             | Название                     | Режиссёр серии    | Сценарист серии  | Дата премьеры   |
| ------------- | ---------------------------- | ----------------- | ---------------- | --------------- |
| 121           | Семейный секрет              | Алексей Пичужин   | Елена Галдобина  | 26 ноября 2013  |
| 122           | Маскировка                   | Александра Ковтун | Елена Павликова  | 28 ноября 2013  |
| 123           | Деду морозу до востребования | Галина Воропай    | Дмитрий Яковенко | 14 декабря 2013 |
| 124           | Сила трения                  | Алексей Пичужин   | Вадим Смоляк     | 9 января 2014   |
| 125           | Морозная пластинка           | Анна Миронова     | Фёдор Дмитриев   | 14 января 2014  |
| 126           | Закаляйся                    | Алексей Пичужин   | Вадим Смоляк     | 15 января 2014  |
| 127           | Снежный пёс                  | Александра Ковтун | Вадим Смоляк     | 16 января 2014  |
| 128           | Серьёзная подготовка         | Екатерина Салабай | Евгения Голубева | 18 января 2014  |
| 129           | Аномалия                     | Анна Миронова     | Олег Ким         | 23 января 2014  |
| 130           | Весомый вклад                | Татьяна Горбушина | Вадим Смоляк     | 30 января 2014  |
| 131           | Вперёд, в прошлое            | Екатерина Салабай | Елена Галдобина  | 22 мая 2014     |
| 132           | 33-й ген                     | Алексей Пичужин   | Фёдор Дмитриев   | 25 мая 2014     |
| 133           | Достоверные эмоции           | Екатерина Салабай | Анна Соснора     | 27 мая 2014     |
| 134           | Популярная психология        | Алексей Пичужин   | Фёдор Дмитриев   | 30 мая 2014     |
| 135           | День уступок                 | Екатерина Салабай | Елена Галдобина  | 1 июня 2014     |

| Десятый сезон | Десятый сезон          | Десятый сезон     | Десятый сезон                     | Десятый сезон  |
| №             | Название               | Режиссёр серии    | Сценарист серии                   | Дата премьеры  |
| ------------- | ---------------------- | ----------------- | --------------------------------- | -------------- |
| 136           | Аленький цветочек      | Алексей Пичужин   | Елена Галдобина                   | 4 июня 2014    |
| 137           | Билет на юг            | Екатерина Салабай | Фёдор Дмитриев                    | 6 июня 2014    |
| 138           | Письмо                 | Екатерина Салабай | Фёдор Дмитриев                    | 9 июня 2014    |
| 139           | Сценическая речь       | Алексей Пичужин   | Вадим Смоляк                      | 11 июня 2014   |
| 140           | Как в кино             | Екатерина Салабай | Татьяна Горбушина                 | 14 июня 2014   |
| 141           | Пятёрка по физкультуре | Александра Ковтун | Александра Шоха                   | 16 июня 2014   |
| 142           | Воздухоплаватель       | Алексей Пичужин   | Фёдор Дмитриев                    | 19 июня 2014   |
| 143           | Лучший день            | Людмила Клинова   | Олег Ким                          | 21 июля 2015   |
| 144           | Прирожденный лидер     | Анна Миронова     | Олег Ким                          | 24 июля 2015   |
| 145           | Самый честный город    | Анна Миронова     | Елена Галдобина Владимир Скобелев | 26 июля 2015   |
| 146           | Спасибо, Тимоха!       | Анна Миронова     | Елена Галдобина Владимир Скобелев | 29 июля 2015   |
| 147           | Удача на завтрак       | Анна Миронова     | Елена Галдобина Владимир Скобелев | 31 июля 2015   |
| 148           | Спасение земли         | Алексей Пичужин   | Фёдор Дмитриев                    | 3 августа 2015 |
| 149           | Мысленное излучение    | Анна Миронова     | Александра Шоха                   | 5 августа 2015 |
| 150           | Винтики-Шпунтики       | Людмила Клинова   | Фёдор Дмитриев                    | 8 августа 2015 |

| Одиннадцатый сезон | Одиннадцатый сезон         | Одиннадцатый сезон | Одиннадцатый сезон | Одиннадцатый сезон |
| №                  | Название                   | Режиссёр серии     | Сценарист серии    | Дата премьеры      |
| ------------------ | -------------------------- | ------------------ | ------------------ | ------------------ |
| 151                | Романс                     | Алексей Пичужин    | Фёдор Дмитриев     | 11 августа 2015    |
| 152                | Пиастры                    | Александра Ковтун  | Александра Шоха    | 13 августа 2015    |
| 153                | Чудес не бывает            | Александра Ковтун  | Александра Шоха    | 16 августа 2015    |
| 154                | Проявить смелость          | Александра Ковтун  | Александра Шоха    | 18 августа 2015    |
| 155                | Барбоскины: Перезагрузка   | Александра Ковтун  | Александра Шоха    | 21 августа 2015    |
| 156                | Красота требует жертв      | Александра Ковтун  | Александра Шоха    | 23 августа 2015    |
| 157                | Амнезия                    | Александра Ковтун  | Александра Шоха    | 26 августа 2015    |
| 158                | Здравствуй, Дедушка Мороз! | Александра Ковтун  | Александра Шоха    | 28 августа 2015    |
| 159                | Честный обмен              | Александра Ковтун  | Александра Шоха    | 31 августа 2015    |
| 160                | Резонанс                   | Александра Ковтун  | Александра Шоха    | 2 сентября 2015    |
| 161                | Потеряшка                  | Александра Ковтун  | Александра Шоха    | 5 сентября 2015    |
| 162                | Стать золушкой             | —                  |                    | 7 сентября 2015    |
| 163                | ЛучИК                      | Вероника Толбина   | Дарина Шмидт       | 10 сентября 2015   |
| 164                | Соперница                  | Вероника Толбина   | Дарина Шмидт       | 12 сентября 2015   |
| 165                | Фуэте                      | Вероника Толбина   | Дарина Шмидт       | 15 сентября 2015   |

| Двенадцатый сезон |                           |                  |
| №                 | Название                  | Дата премьеры    |
| ----------------- | ------------------------- | ---------------- |
| 166               | Дерево желаний            | 17 сентября 2015 |
| 167               | Ужасный друг для Малыша   | 20 сентября 2015 |
| 168               | Задание на лето           | 23 апреля 2016   |
| 169               | Поговори со мной, червяк  | 25 апреля 2016   |
| 170               | Большие выходные          | 28 апреля 2016   |
| 171               | Главное — терпение        | 30 апреля 2016   |
| 172               | Дубль Цыпа                | 3 мая 2016       |
| 173               | Великий агроном           | 5 мая 2016       |
| 174               | Генкина любовь            | 8 мая 2016       |
| 175               | Фокусники                 | 10 мая 2016      |
| 176               | Ценный артефакт           | 13 мая 2016      |
| 177               | Сначала - сорняки!        | 15 мая 2016      |
| 178               | Копательная машина        | 18 мая 2016      |
| 179               | Сокровище профессора Семе | 20 мая 2016      |
| 180               | Лохнесское чудовище       | 23 мая 2016      |

| Тринадцатый сезон |                         |                  |
| №                 | Название                | Дата премьеры    |
| ----------------- | ----------------------- | ---------------- |
| 181               | Фамильная ценность      | 25 августа 2017  |
| 182               | Есть контакт            | 28 августа 2017  |
| 183               | Битва за урожай         | 30 августа 2017  |
| 184               | Через тернии к звёздам  | 2 сентября 2017  |
| 185               | Нянька                  | 4 сентября 2017  |
| 186               | Призрак справедливости  | 7 сентября 2017  |
| 187               | Генина страшилка        | 9 сентября 2017  |
| 188               | Звёздная ночь Дружка    | 12 сентября 2017 |
| 189               | Собаки иных цивилизаций | 14 сентября 2017 |
| 190               | Шпионские каникулы      | 17 сентября 2017 |
| 191               | Супергерой Древний Пёс  | 19 сентября 2017 |
| 192               | Любовь найти непросто   | 22 сентября 2017 |
| 193               | Дело нечисто            | 24 сентября 2017 |
| 194               | Финал века              | 27 сентября 2017 |
| 195               | Микромир                | 29 сентября 2017 |

| Четырнадцатый сезон |                                 |                |
| №                   | Название                        | Дата премьеры  |
| ------------------- | ------------------------------- | -------------- |
| 196                 | Охотники за привидениями        | 2 марта 2018   |
| 197                 | Волшебный карась                | 4 марта 2018   |
| 198                 | Красотка и жгучий брюнет        | 7 марта 2018   |
| 199                 | Инопланетный разум              | 9 марта 2018   |
| 200                 | Проклятие Гены                  | 12 марта 2018  |
| 201                 | Стоп, снято!                    | 14 марта 2018  |
| 202                 | Метод Мопса                     | 17 марта 2018  |
| 203                 | Девичник                        | 19 марта 2018  |
| 204                 | Шоу блогеров                    | 22 марта 2018  |
| 205                 | Внеклассное чтение              | 24 марта 2018  |
| 206                 | Великий и непревзойдённый       | 27 марта 2018  |
| 207                 | Подсказка Чёрного Бульдога      | 29 марта 2018  |
| 208                 | Друг нарасхват                  | 1 апреля 2018  |
| 209                 | Осторожно, экология!            | 3 апреля 2018  |
| 210                 | Прекрасная дама и рыцарь        | 6 апреля 2018  |
| 211                 | Всемирный день окружающей среды | 8 апреля 2018  |
| 212                 | Клуб учёных и находчивых        | 11 апреля 2018 |

| Пятнадцатый сезон |                             |                        |
| №                 | Название                    | Дата премьеры          |
| ----------------- | --------------------------- | ---------------------- |
| 213               | Рука всемогущая             | 22 октября 2020        |
| 214               | Любовь …к экспериментам     | 22 октября 2020        |
| 215               | Семейные ужасы              | 22 октября 2020        |
| 216               | Курорт                      | 17 ноября 2020         |
| 217               | Вдохновение                 | 15 декабря 2020        |
| 218               | Немужское дело              | 8 апреля 2021          |
| 219               | Интрига                     | 15 апреля 2021         |
| 220               | На новую дачу!              | 15 июня 2021           |
| 221               | Мир, дружба, футбол         | 16 июня 2021           |
| 222               | Дворянская порода           | 30 сентября 2021       |
| 223               | Повелитель времени          | 19 октября 2021        |
| 224               | Час славы                   | 19 октября 2021        |
| 225               | Эксперимент                 | 29 декабря 2021        |
| 226               | Конец света                 | примерно 4 января 2022 |
| 227               | Болтун                      | примерно 4 января 2022 |
| 228               | Сокровище                   | примерно 5 января 2022 |
| 229               | Погода в доме               | 6 апреля 2022          |
| 230               | Ловушка                     | 13 апреля 2022         |
| 231               | Воздушный змей              | 20 апреля 2022         |
| 232               | Мастер-класс                | 29 апреля 2022         |
| 233               | С натуры                    | 3 августа 2022         |
| 234               | Вот такая птичка Барбоска   | 10 августа 2022        |
| 235               | Идеальный пациент           | 17 августа 2022        |
| 236               | Немного романтики           | 5 октября 2022         |
| 237               | Вот и попался               | 12 октября 2022        |
| 238               | Время лени                  | 19 октября 2022        |
| 239               | Строгая нянька              | 26 октября 2022        |
| 240               | Путешествие                 | 4 января 2023          |
| 241               | Эликсир хорошего настроения | 11 января 2023         |
| 242               | Гроссмейстер                | 18 января 2023         |
| 243               | Всё пропало                 | 13 марта 2023          |
| 244               | Квест                       | 7 марта 2023           |
| 245               | Ассистент                   | 2023                   |
| 246               | Космическая сила            | 2023                   |
| 247               | Творческий подарок          | 2023                   |

| Шестнадцатый сезон |                          |                  |
| №                  | Название                 | Дата премьеры    |
| ------------------ | ------------------------ | ---------------- |
| 0                  | ГОООЛ!                   | 22 сентября 2023 |
| 248                | Отцы и дети              | 24 августа 2023  |
| 249                | Плохая примета           | 31 августа 2023  |
| 250                | Сеанс гипноза            | 7 сентября 2023  |
| 251                | Конкурент                | 14 сентября 2023 |
| 252                | Ты ещё маленький         | 21 сентября 2023 |
| 253                | Уникальная вещь          | 28 сентября 2023 |
| 254                | Невидимка                | 5 октября 2023   |
| 255                | Модная штучка            | 12 октября 2023  |
| 256                | Искусственный интеллект  | 19 октября 2023  |
| 257                | Легкая жизнь             | 26 октября 2023  |
| 258                | Неизгладимое впечатление | 2 ноября 2023    |
| 259                | Сила мысли               | 9 ноября 2023    |
| 260                | Собака в танце           | 16 ноября 2023   |
| 261                | Предсказательная машина  | 23 ноября 2023   |
| 262                | Надежное место           | 30 ноября 2023   |
| 263                | Покорители космоса       | 7 декабря 2023   |
| 264                | Наваждение               | 14 декабря 2023  |
| 265                | Пуговица                 | 21 декабря 2023  |
| 266                | Муки творчества          | 28 декабря 2023  |
| 267                | Впервые на арене         | 4 января 2024    |

| Семнадцатый сезон |                             |                  |
| №                 | Название                    | Дата премьеры    |
| ----------------- | --------------------------- | ---------------- |
| 268               | Малиновое дерево            | 6 сентября 2024  |
| 269               | Слово в слово               | 13 сентября 2024 |
| 270               | Райский уголок              | 20 сентября 2024 |
| 271               | Всё по фэн-шую              | 27 сентября 2024 |
| 272               | Руки дошли                  | 4 октября 2024   |
| 273               | Поймал звезду               | 11 октября 2024  |
| 274               | За того парня               | 18 октября 2024  |
| 275               | Победить дракона            | 25 октября 2024  |
| 276               | Шоу для малыша              | 1 ноября 2024    |
| 277               | Волшебный цветок            | 8 ноября 2024    |
| 278               | Бросок века                 | 15 ноября 2024   |
| 279               | Голос                       | 22 ноября 2024   |
| 280               | Вот так бабушка             | 29 ноября 2024   |
| 281               | Древние знаки               | 6 декабря 2024   |
| 282               | Камера мотор                | 13 декабря 2024  |
| 283               | Тестировщики                | 20 декабря 2024  |
| 284               | Цирк да и только            | 27 декабря 2024  |
| 285               | Привидение дома Барбоскиных | 3 января 2025    |
| 286               | Доля шутки                  | 10 января 2025   |

## Критика

29 апреля 2020 года Банк России выпустил памятные монеты, посвящённые мультфильму «Барбоскины»

Мультсериал получил разносторонние отклики критиков и зрителей. Зрители оценили, главным образом, современность мультфильма, качественное исполнение и юмор. Однако проект получил и негативные отзывы: рецензенты отмечают шаблонность в изображении характеров главных и второстепенных героев. По мнению одного из критиков, эта шаблонность доходит до карикатуры, где Роза — белокурая блондинка и модница, Гена — ботаник, мечтающий получить Нобелевскую премию по физике, Дружок — раньше был хулиган и двоечник, но всё-таки в настоящее время он весёлый, вежливый, помощник, геймер и хорошист, Малыш — главный любимец семьи, Лиза — маленькая кривляка, стукачка, помощница и дежурная по дому, а папа семейства не расстаётся с ноутбуком, мама — мечтой о сцене.
Также отмечается, что в мультсериале изображены искажённые представления о взаимоотношениях в семье.

## Полнометражные мультфильмы
24 декабря 2020 года вышел фильм «Барбоскины на даче».
22 августа 2022 года вышел фильм «Барбоскины Team».

## Компьютерные игры
- Барбоскины. Первое знакомство
- Барбоскины. Заметая следы
- Барбоскины. Приключения во сне
- Барбоскины. Одни дома